# Georgius Agricola

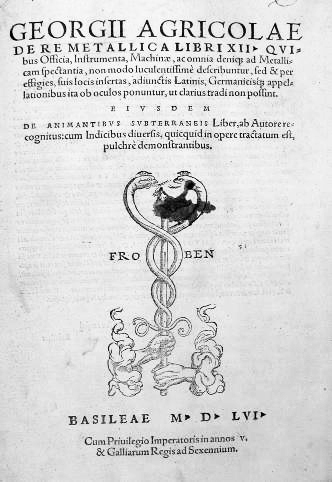
Titelblatt von De re metallica libri XII

Georgius Agricola (n. 24 martie 1494, Glauchau - d. 21 noiembrie 1555, Chemnitz) a fost un om de știință, care este considerat părintele mineralogiei. Numele lui adevărat a fost de fapt Georg Pawer (transformat în germană Bauer, "agricultorul", de unde și pseudonimul în latină).
A studiat la universitatea din Leipzig avându-l ca profesor pe Petrus Mosellanus. I se atribuie descoperirea bismutului.

## Biografie
A fost al doilea copil din șapte al unui țesător din Glachau. Studiază între 1514-1518 limbile vechi la Universitatea din Leipzig avându-l ca profesor pe Petrus Mosellanus (1493- 1524) care era un adept al umanistului Erasmus din Rotterdam.

Astfel activitatea lui începe ca corector (1518) ulterior rector la școala din Zwickau (1519) alcătuiește un nou sistem de învățământ cu limbile latină, greacă și ebraică, cu discipline ca agricultură, viticultură, măsurători, calcul, aritmetică și cunoștințe militare.

Revenit în Leipzig (1522) studiază medicina, urmează o perioadă petrecută în Italia la Universitatea din Bologna, Veneția și Padua (1523-1524) revine în Chemnitz Germania (1526)

În anul 1527 se căsătorește cu văduva Anna Meyner din Chemnitz, fiind în acest timp medic și farmacist la spitalul St. Joachimsthal (azi Jáchymov). Este ales de trei ori ca primar al orașului Chemnitz (1547-1553). Ca membru al universității efectuează cercetări în domeniul medicinii, farmaciei, alchimiei, filologiei, pedagogicii, politicii, istoriei, meteorologiei, științelor pământului, ca geologie și minerit.
Astfel va publica prima sa lucrare Bermannus, sive de re metallica (1530) care tratează căutarea minereurilor utile, măsurători, tehnica mineritului și obținerea metalelor
 Tratatul său următor  De menusuris et ponderibus (1533) descrie unitățile de măsură folosite  în antichitate de greci și romani.
Descrierea proceselor din interiorul scoarței pământului o descrie în De ortu et ausis subterra neorum (1544) și De natura eorum, quae effluunt exterra (1545) sau despre fosile și minerale în De natura fossilium, De veteribus et novis metallis.

Agricola are (cel puțin) șase copii din două căsătorii. Moare la data de 21 noiembrie 1555 la Chemnitz.
 Saxonia aflându-se în perioada  de după Reformație, conducerea protestantă a orașului refuză  îngroparea lui, a unui catolic în cimitirul comunității din Chemnitz, astfel că Agricola va fi înmormântat în curtea bisericii din Zeitz.
- Opera cea mai importantă care a lăsat-o Agricola pentru posteritate este De re metallica libri XII (1556)

## Publicațiile sale
- ▪ 	Bermannus sive de re metallica, Basel 1530 (Nachdruck: Belles Lettres, Paris 1990, ISBN 2-251-34504-3)
- ▪ 	De natura eorum, quae effluunt ex terra, Basel 1546 (Nachdruck: SNM, Bratislava 1996, ISBN 80-85753-91-X
- ▪ 	De animantibus subterraneis liber, Basel 1549 (Nachdruck: VDI-Verlag, Düsseldorf 1978, ISBN 3-18-400400-7)
- ▪ 	De natura fossilium libri X., Basel 1546 (Nachdruck: Dover Publications, Mineola, N.Y. 2004, ISBN 0-486-49591-4)
- ▪ 	De ortu et causis subterraneorum libri V, 1544
- ▪ 	De veteribus et novis metallis libri II, 1546
- ▪ 	De mensuris quibus intervalla metimur liber, 1550
- ▪ 	De precio metallorum et monetis liber III, 1550
- ▪ 	De re metallica libri XII, Basel 1556 (Digitalisat der 2. Auflage 1561; zahlreiche moderne Ausgaben)
- ▪ 	Despre minerit 12 cărți  (traduse în germană de Phil. Bechium), Basel 1557